# ギルナール山
ギルナール山（ギルナールさん、ヒンディー語: गिरनार, グジャラート語: ગિરનાર, Girnār）は、インドのグジャラート州ジュナーガド県に位置する山。最高峰は標高1031メートルで、グジャラート州では最も高い。ヒンドゥー教とジャイナ教の聖地になっている。

## 文化
ギルナール山は県都ジュナーガドの東に位置する。「ギルナール」という名前はサンスクリット「giri-nagara」（山の町）に由来する。
グジャラート一帯にはインダス文明のころから文明が栄えた。ギルナールには紀元前3000年に作られた貯水池がある。
ギルナールには有名なアショーカ王の磨崖碑文がある。同じ岩に西クシャトラパのルドラダーマン（2世紀）およびグプタ朝のスカンダグプタ（5世紀）の碑文も刻まれている。
ジャイナ教では22番目のティールタンカラであるネーミナータがギルナール山で入滅したとされ、山中には白衣派の多数の寺院がある。
巡礼のために峰をめぐる石づくりの道が造られている。最高峰の寺院まで9999段の石段があると言われているが、実際には8000段ほどである。